# 코모 디세 엘 디초
《코모 디세 엘 디초》(스페인어: Como dice el dicho)는 멕시코의 텔레비전 드라마이다.